# 陈铁君
陈铁君（1917年—1961年），中国人民解放军将领、中国人民解放军开国少将。
曾任中国人民解放军训练总监部计划监察部副部长。1955年，授予中国人民解放军少将。